# The Whispering Swarm
The Whispering Swarm (2015) este un roman fantastic scris de Michael Moorcock. Este primul din seria The Sanctuary of the White Friars (cu sensul de Sanctuarul călugărilor albi).
Călugărul Isidore este un călugăr cinstit în fața lui Dumnezeu, cu tonsură și tot ce trebuie. Michael îl întâlnește pe Isidore care îl duce în Alsacia, inima secretă a Londrei.